# Monrak – Magische Liebe
Monrak – Magische Liebe (thail. มนต์รักทรานซิสเตอร์ – Monrak Transistor) ist ein thailändischer Spielfilm aus dem Jahr 2001 nach der Romanvorlage von Wat Wanlayangkoon.

## Handlung
Der Provinzsänger Phaen lebt für seine Musik. Bei einem seiner Auftritte lernt er die hübsche Sadao kennen. Die beiden kommen sich näher; Phaen findet eine Gelegenheitsarbeit in der Landwirtschaft ihres Vaters. Anfänglich wird Phaen von Sadaos Vater nicht akzeptiert, doch schließlich willigt dieser in die Hochzeit der beiden ein.
Als Sadao ihr erstes Kind erwartet, erhält Phaen die Nachricht, dass er zum Militärdienst eingezogen wird. So muss er bald darauf seine Familie zurücklassen, verspricht aber, regelmäßig zu schreiben. Als Phaen außerhalb der Kaserne in Bangkok das Werbeplakat eines Sängerwettbewerbs liest, beschließt er sofort daran teilzunehmen. Dem Gewinner winkt die Mitgliedschaft in einer berühmten Popband. Tatsächlich erhält Phaen dann die Gelegenheit, sein eigenes Lied ohne Instrumentenbegleitung auf der Bühne vorzutragen. Das Publikum ist begeistert, und Phaen träumt schon von einer großen Karriere als Sänger. Phaen fällt einen folgenschweren Entschluss: er begeht Fahnenflucht, kehrt nicht mehr zu seiner Kaserne zurück; stattdessen bleibt er fortan in der Popschmiede.
Sein Manager verspricht ihm eine glänzende Karriere als Sänger und Reichtum. Aber Phaen muss ganz unten anfangen: Er darf anfangs nicht auf die Bühne, sondern muss den Fußboden schrubben. Als Phaen nach zwei Jahren Putzdienst und als Mädchen für alles immer noch nicht singen darf, spricht er bei seinem Manager vor. Dieser rät ihm zu Geduld und gibt die schlechte wirtschaftliche Lage als Begründung an.
Als Phaen eines Tages mit einer der hübschen Sängerinnen fremdgeht, ergibt sich für ihn wenig später die Gelegenheit, endlich auf der Bühne als Sänger aufzutreten. Das Publikum feiert ihn, und auch sein Manager ist von ihm begeistert, will Phaen berühmt machen.
Unterdessen plagen Sadao Sehnsuchtsgefühle nach ihrem Mann. Sie beschließt zusammen mit ihrem Vater nach Bangkok zu fahren, um Phaen endlich wiederzusehen. Als Phaen vor dem Publikum sein „Lied vom traurigen Rekruten“ vorträgt, ist auch Sadao und ihr Vater unter den Zuhörern. Sadao ist gerührt, da sie weiß, dass das Lied für sie geschrieben wurde.
Nach dem Ende des Konzerts bietet sich Sadao die Gelegenheit, ihren Mann kurz zu umarmen; Phaens Manager wartet bereits ungeduldig in seinem Wagen auf ihn. Er nimmt Phaen mit zu sich nach Hause und macht Fotos von seinem halbnackten Körper – unter dem Vorwand, ihn als Model zu vermitteln – und wird zudringlich. Phaen wehrt sich heftig und stößt ihn angewidert von sich. Der Mann fällt rücklings und verletzt sich tödlich an seinem Glastisch.
Phaen muss fliehen und trifft zufällig auf einen abfahrbereiten Bus, vollbesetzt mit Plantagenarbeitern. Er steigt ein und findet sich nach Ende der Fahrt als Arbeiter in einer Zuckerrohrplantage wieder. Ein Aufseher macht seinen Arbeitern die Arbeit schwer. Seine Leidenschaft ist das Glücksspiel. Als er beim Spiel mit einem seiner Arbeiter verliert, will er seine Spielschulden nicht bezahlen. Daraufhin beschimpft ihn jener Arbeiter als Hurensohn und handelt sich von ihm Prügel ein. Phaen, der Zeuge des Vorfalls ist, schlägt den Aufseher zu Boden und flieht mit seinem Freund vor dem Aufseher und seinen Schergen.
Den beiden gelingt die Flucht, sie finden sich jetzt aber mittellos in den Straßen von Bangkok wieder. Phaen und sein Freund mischen sich unter die feine Gesellschaft eines Kostümballs, werden aber bald entlarvt und hinausgeworfen. Als sie einer Passantin auf der Straße den Schmuck stehlen, ist die Polizei hinter ihnen her. Sein Freund kann erfolgreich fliehen und untertauchen, aber Phaen wird in einen Verkehrsunfall verwickelt und kurz darauf verhaftet.
Wegen Fahnenflucht und Diebstahl muss Phaen für mehrere Jahre im Straflager verbringen. Nach Verbüßung seiner Haftstrafe will er nur noch zurück nach Hause, zu seiner Frau und seinem Kind. Auf der Straße trifft er seinen Freund, der jetzt sein eigenes Geschäft betreibt und Phaens frühere Geliebte, die Sängerin, zur Frau genommen hat.
Phaen kehrt nach Hause zurück und trifft seine Frau auf der Melonenplantage. Diese will aber nichts mehr von ihm wissen, hat ihn bereits für „tot“ erklärt. Aber Phaen bereut alles, was er getan hat, und es gelingt ihm schließlich, die Liebe seiner Frau zurückzugewinnen.

## Hintergrund
„Die erst satirische, dann zunehmend dramatische Story ist einem ermordeten thailändischen Popstar der 60er gewidmet.“

## Kritik
„Einfühlsam inszenierte Entwicklungsgeschichte, die in einer Mischung aus Dramatik, Humor und Romantik von großen Träumen und zerplatzten Hoffnungen erzählt und den Blick für die kleinen Dinge des Lebens schärft.“